# Мосарабська мова
Мосарабська мова — сукупність романських діалектів, якими говорили на Піренейському півострові в період арабського панування приблизно з 8 до 13 століття. Мова мосарабів.
Мосарабські діалекти з'явились на території мусульманських царств Аль-Андалус. Вважається, що ними говорили в основному, але не виключно, християни, які жили в них. Мосарабська зникає з 13 століття після Реконкісти. Мова була поглинута мовами християнських королівств (галісійсько-португальська, леонська, кастильська, наварро-арагонська, каталанська). Для написання мосарабської мови в харджах (ліричні твори в арабській Іспанії) та інших випадках використовалася альхам'ядо (спосіб написання індоєвропейських мов арабськими літерами).

## Історичні умови
З початку 8 століття і протягом декількох поколінь романські мови були мовами більшості на завойованій мусульманами частині Піренейського півострова. Але тиск з боку мусульманських еліт і міграція населення з Північної Африки утверджували арабську мову, як основну, разом з тим поширюючи іслам. Арабська мова стала домінуючою, щонайменше в декількох областях. До 10 століття з'явились значні відмінності між романськими мовами областей завойованих арабами та романськими мовами півночі Іспанії.
Мосарабська втрачала значення в мусульманському районі, і також втрачала мовців, які переходили на арабську. Еміграція багатьох мосарабів до північних королівств в часи репресій проти християнського населення також зменшила кількість носіїв мови. У 12-13 століттях мосарабська мова майже зникла на всій території арабської Іспанії, за винятком дуже ізольованих місць. У 14 столітті мосарабська мова зникла повністю.
У християнських королівствах Піренеїв були осередки арабської мови принаймні до 17 століття, коли відбулося «вигнання маврів», але мовців мосарабської серед них не було.

## Використання мови

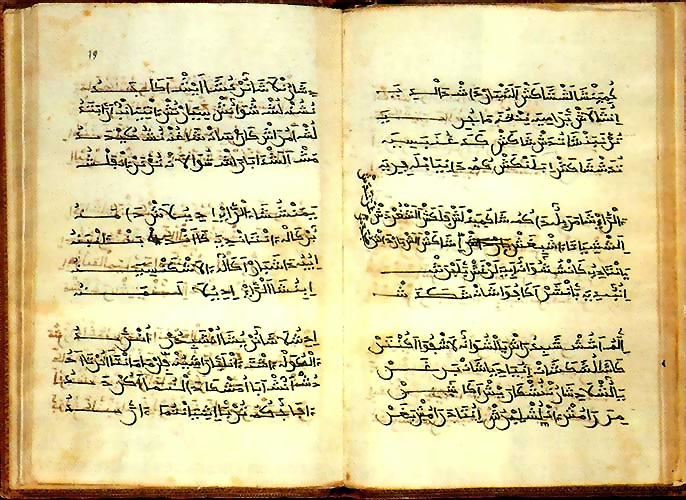
Манускрипт «Поема Юсуфа», написаний мосарабською

Після мусульманського завоювання Піренейського півострова, іспано-вестготське та іспано-романське населення бачило в арабській мові мову еліти. Арабська стала мовою спілкування для великої кількості населення. Деякі іспано-романці зберегли християнство. Це населення називали різними іменами, в тому числі мавританського походження (musta'rabí андалузійською арабською, musta'rab класичною арабською, що означає «уподібнений арабу»). Населенням були повністю прийняті арабські культурні традиції в суспільній сфері, але це не стосувалося мови. Використовувались в тому числі романські діалекти із сильним арабським впливом. Романські мови ними використовувалися переважно в сім'ї і на рівні громад, арабська ж використовуватися в соціальній, торговій і культурній сферах. Це наклало відбиток на більш пізні мови Піренейського півострова.
Спочатку застосування мосарабської не було пов'язане з професією чи релігією і незважаючи на різноманітне населення (мосарабські християни, євреї та мусульмани). Мосарабська першопочатково практично витіснила з різних сфер арабську та латину, Найбільшого розквіту мова досягла в Андалузії в ранні періоди арабського панування.

## Класифікація
Серед романських діалектів Піренейського півострова не було єдності, і процеси, які в них відбувалися не відрізнялися від інших романських мов.
Згідно з аналізом Сола-Соле (1973), частка арабізмів в лексиці мосарабської мови доходила до 40%, при цьому з арабського частіше запозичувалися іменники. Дієслова зберігали переважно романське походження.
Аналіз збережених мосарабських написів свідчить про те, що в фонетичному плані мосарабські ідіоми в цілому, вочевидь, стояли ближче до галісійсько-португальської мови, ніж до кастильської: принаймні, в них зберігалися відмінності в довготі і стислості латинських голосних. У той же час не слід забувати і про яскраво виражений діалектний характер мосарабської мови і її суттєвої варіативності від поселення до поселення, хоча уніфікуючий вплив чинила арабська мова.

## Запозичення
Мосарабський субстрат найбільш помітний в сучасній іспанській мові. Саме вона зазвичай була своєрідним провідником досить численних арабських запозичень з андалусійского-арабського діалекту в кастильську мову. Важливим був фонетичний вплив мосарабського, що призвів до переходу якості звуку J з «ж» в «х» та альвеолізації S.
Деякі запозичення з мосарабської, наприклад слово «chocho» (біб, квасоля) з мосарабської "šóš", сягають латинського "salsus" (букв. солоний), тобто є дублетами. Це ж слово в діалектах, і тому числі і в Латинській Америці, отримало значення "старечий" "м'якотілий": un viejo ridiculo y chocho - "старий смішний маразматик".
Іншим мосарабізмом поширеним є слово marchito «зів'ялий» і дієслово marchitarse «в'янути» (від мосарабського *marčiṭ[o], що походить з вульгарної латини — marcītus, від класично-латинського кореня marcēre)

## Приклади тексту в порівнянні з іншими романськими мовами

### Приклад тексту 11 століття
| Мосарабська:                                                                                                | Іспанська: | Галісійсько-португальська:                                                                                               | Каталанська:                                                                                                   | Арагонська: | Астурійсько-леонська:                                                                                            | Галісійська: | Португальська: | Латина: |
| Mio sīdī Ïbrâhîm yâ tu uemme dolge fente mib de nohte in non si non keris irey-me tib gari-me a ob legar-te | Mi señor Abrahán, ¡oh tú, hombre dulce! vente a mí por la noche. Si no, si no quieres, iré a ti, dime dónde encontrarte. | Meu senhor Abraham, ó tu, homem doce! vem a mim de noite. Se non, se non queres, ir-me-ei a ti, diz-me onde te encontro. | El meu senyor Abraham, oh tu, home dolç! Vine a mi de nit. Si no, si no vols, aniré a tu, dis-me on trobar-te. | O mio sinyor Abrahán, oh tu, hombre dulce! Viene ta yo de nueits. Si no, si no quiers, me'n iré ta tu, di-me án trobar-te. | El mio señor Abrahán, oh tu, home duce! ven a min de nueche. Si non, si nun quies, diré a ti, dimi ónde atopate. | Meu señor Abrahán, oh ti, home doce! ven a min de noite. Senón, se non queres, ireime a ti, dime onde te encontro. | Meu senhor Abraão, ó tu, homem doce! Vem a mim de noite. Senão, se não quiseres, ir-me-ei a ti, diz-me onde te encontro. | O domine mi Ābraham, o tu, homo dulcis! Veni mihi nocte. Si non, si non vis, ibo tibi, dic mihi ubi te invenias. |

### Отче наш
| Іспанська: | Латина: | Мосарабська: | Арагонська: | Португальська: | Каталанська: | Астурійська | Французька: | Італійська: | Румунська: |
| Padre nuestro que estás en los cielos, santificado sea tu nombre. Venga tu Reino. Hágase tu voluntad, así en la tierra como en el cielo. El pan nuestro de cada día, dánosle hoy y perdónanos nuestras deudas, así como nosotros perdonamos a nuestros deudores. Y no nos dejes caer en la tentación, mas líbranos de mal. Amén. | Pater noster, qui est in caelis, sanctificetur nomen tuum. Adveniat regnum tuum, fiat voluntas tua sicut in caelo et in terra. Panem nostrum quottidianum da nobis hodie et dimitte nobis dedita nostra, sicut nos dimittimus debitoribus nostris. Et ne nos inducas in temptationem, sed libera nos a malo. Amen. | Padre nostro que est en el ciel, santificat siad lo teu nomne. Venya a nos el teu regno. Fayadse la tua voluntade ansi en la terra como en el ciel. El nostro pan de cada dia danoslo hoi ed perdonanos las nostras offensas como nos perdonamos los qui nos offendent. Ed non nos layxes cader in tentatsion ed liberanos del mal. Amen. | Pai nuestro, que yes en o zielo, satificato siga o tuyo nombre, bienga ta nusatros o reino tuyoy se faiga la tuya boluntá en a tierra como en o zielo. O pan nuestro de cada diya da-lo-mos güei, perdona las nuestras faltas como tamién nusatros perdonamos a os que mos faltan, no mos dixes cayer en a tentazión y libera-mos d'o mal. Amén. | Pai nosso, que estais nos Céus, santificado seja o vosso nome; venha a nós o vosso reino; seja feita a vossa vontade assim na terra como no céu. O pão nosso de cada dia nos dai hoje; perdoai-nos as nossas ofensas, assim como nós perdoamos a quem nos tem ofendido; e não nos deixeis cair em tentação; mas livrai-nos do mal. Amen. | Pare nostre que siats al cel: santificat sia el vostre nom; vinga a nosaltres el vostre regne; feiats-hi la vostra voluntat, sí a la terra així com es fa al cel. El nostre pa de cada dia, donets-nos, Senyor, el dia d'avui. I perdonets les nostres ofenses, jatsia que perdonem a qui ens ofén. I no ens lleixets que caiguem en la temptació, i alliberets-nos del mal. Amén. | Padre nuesu que tas en cielu, santificáu seya'l to nome, Venga a nós el to reinu, fáigase la to voluntá mesmo na tierra que nel cielu. El pan nueso de cada día, dámoslo güei, y perdona les nueses ufienses asina como nós perdonamos a los que mos ufienden Y nun mos dexes cayer na tentación, y llíbramos del mal. Amén. | Notre Père, qui es aux cieux, que ton nom soit sanctifié, que ton règne vienne, que ta volonté soit faite sur la terre comme au ciel. Donne-nous aujourd’hui notre pain de ce jour. Pardonne-nous nos offences comme nous pardonnons aussi à ceux qui nous ont offensés. Et ne nous soumets pas à la tentation, mais délivre-nous du mal. Amen. | Padre nostro che sei nei cieli, sia santificato il tuo nome; venga il tuo regno, sia fatta la tua volontà, come in cielo così in terra. Dacci oggi il nostro pane quotidiano, rimetti a noi i nostri debiti, come noi li rimettiamo ai nostri debitori e non ci indurre in tentazione, ma liberaci dal male. Amen. | Tatal nostru Care esti in ceruri Sfinteasca-se numele Tau Vie imparatia Ta Faca-se voia Ta Precum in cer asa si pre Pamant Painea noastra cea de toate zilele Da-ne-o noua astazi Si ne iarta noua gresalele noastre Precum si noi iertam gresitilor nostri Si nu ne duce pre noi in ispita Ci ne izbaveste de cel rau Ca a Ta este imparatia Slava si puterea In numele Tatalui Al Fiului Al Sfantului Duh Amin. |